# Списак епизода серије Државни службеник
Државни службеник српска је телевизијска серија која је премијерно почела са емитовањем 24. марта 2019. године на Суперстар ТВ. 

## Преглед
| Сезона | Сезона | Епизоде | Епизоде | Оригинално емитовање | Оригинално емитовање |
| Сезона | Сезона | Епизоде | Епизоде | Премијера            | Финале               |
| ------ | ------ | ------- | ------- | -------------------- | -------------------- |
|        | 1.     | 12      | 12      | 24. март 2019.       | 14. јун 2019.        |
|        | 2.     | 12      | 12      | 10. октобар 2020.    | 15. новембар 2020.   |
|        | 3.     | 12      | 12      | 23. април 2022.      | 29. мај 2022.        |
|        | 4.     | 12      | 12      | 2025.                | 2025.                |

## Епизоде

### 1. сезона (2019)
| Бр. у серији | Бр. у сезони | Назив          | Редитељ                                             | Сценариста       | Премијерно емитовање |
| ------------ | ------------ | -------------- | --------------------------------------------------- | ---------------- | -------------------- |
| 1            | 1            | „Епизода 1.1”  | Иван Живковић, Мирослав Лекић и Предраг Антонијевић | Димитрије Војнов | 24. март 2019.       |
| 2            | 2            | „Епизода 1.2”  | Иван Живковић, Мирослав Лекић и Предраг Антонијевић | Димитрије Војнов | 24. март 2019.       |
| 3            | 3            | „Епизода 1.3”  | Иван Живковић, Мирослав Лекић и Предраг Антонијевић | Димитрије Војнов | 31. март 2019.       |
| 4            | 4            | „Епизода 1.4”  | Иван Живковић и Мирослав Лекић                      | Димитрије Војнов | 7. април 2019.       |
| 5            | 5            | „Епизода 1.5”  | Иван Живковић и Мирослав Лекић                      | Димитрије Војнов | 14. април 2019.      |
| 6            | 6            | „Епизода 1.6”  | Иван Живковић и Мирослав Лекић                      | Димитрије Војнов | 21. април 2019.      |
| 7            | 7            | „Епизода 1.7”  | Иван Живковић и Мирослав Лекић                      | Димитрије Војнов | 28. април 2019.      |
| 8            | 8            | „Епизода 1.8”  | Иван Живковић и Мирослав Лекић                      | Димитрије Војнов | 5. мај 2019.         |
| 9            | 9            | „Епизода 1.9”  | Иван Живковић и Мирослав Лекић                      | Димитрије Војнов | 12. мај 2019.        |
| 10           | 10           | „Епизода 1.10” | Иван Живковић и Мирослав Лекић                      | Димитрије Војнов | 19. мај 2019.        |
| 11           | 11           | „Епизода 1.11” | Иван Живковић и Мирослав Лекић                      | Димитрије Војнов | 26. мај 2019.        |
| 12           | 12           | „Епизода 1.12” | Иван Живковић и Мирослав Лекић                      | Димитрије Војнов | 2. јун 2019.         |

### 2. сезона (2020)
| Бр. у серији | Бр. у сезони | Назив          | Редитељ                        | Сценариста       | Премијерно емитовање |
| ------------ | ------------ | -------------- | ------------------------------ | ---------------- | -------------------- |
| 13           | 1            | „Епизода 2.1”  | Мирослав Лекић                 | Димитрије Војнов | 10. октобар 2020.    |
| 14           | 2            | „Епизода 2.2”  | Мирослав Лекић                 | Димитрије Војнов | 10. октобар 2020.    |
| 15           | 3            | „Епизода 2.3”  | Мирослав Лекић                 | Димитрије Војнов | 17. октобар 2020.    |
| 16           | 4            | „Епизода 2.4”  | Мирослав Лекић                 | Димитрије Војнов | 18. октобар 2020.    |
| 17           | 5            | „Епизода 2.5”  | Мирослав Лекић                 | Димитрије Војнов | 24. октобар 2020.    |
| 18           | 6            | „Епизода 2.6”  | Мирослав Лекић                 | Димитрије Војнов | 25. октобар 2020.    |
| 19           | 7            | „Епизода 2.7”  | Иван Живковић                  | Димитрије Војнов | 31. октобар 2020.    |
| 20           | 8            | „Епизода 2.8”  | Иван Живковић                  | Димитрије Војнов | 1. новембар 2020.    |
| 21           | 9            | „Епизода 2.9”  | Иван Живковић                  | Димитрије Војнов | 7. новембар 2020.    |
| 22           | 10           | „Епизода 2.10” | Иван Живковић                  | Димитрије Војнов | 8. новембар 2020.    |
| 23           | 11           | „Епизода 2.11” | Мирослав Лекић и Иван Живковић | Димитрије Војнов | 14. новембар 2020.   |
| 24           | 12           | „Епизода 2.12” | Иван Живковић                  | Димитрије Војнов | 15. новембар 2020.   |

### 3. сезона (2022)
| Бр. у серији | Бр. у сезони | Назив          | Редитељ        | Сценариста                        | Премијерно емитовање |
| ------------ | ------------ | -------------- | -------------- | --------------------------------- | -------------------- |
| 25           | 1            | „Епизода 3.1”  | Мирослав Лекић | Владимир Кецмановић и Сташа Бајец | 23. април 2022.      |
| 26           | 2            | „Епизода 3.2”  | Иван Живковић  | Владимир Кецмановић и Сташа Бајец | 24. април 2022.      |
| 27           | 3            | „Епизода 3.3”  | Мирослав Лекић | Владимир Кецмановић и Сташа Бајец | 30. април 2022.      |
| 28           | 4            | „Епизода 3.4”  | Иван Живковић  | Владимир Кецмановић и Сташа Бајец | 1. мај 2022.         |
| 29           | 5            | „Епизода 3.5”  | Мирослав Лекић | Владимир Кецмановић и Сташа Бајец | 7. мај 2022.         |
| 30           | 6            | „Епизода 3.6”  | Иван Живковић  | Владимир Кецмановић и Сташа Бајец | 8. мај 2022.         |
| 31           | 7            | „Епизода 3.7”  | Мирослав Лекић | Владимир Кецмановић и Сташа Бајец | 14. мај 2022.        |
| 32           | 8            | „Епизода 3.8”  | Иван Живковић  | Владимир Кецмановић и Сташа Бајец | 15. мај 2022.        |
| 33           | 9            | „Епизода 3.9”  | Мирослав Лекић | Владимир Кецмановић и Сташа Бајец | 21. мај 2022.        |
| 34           | 10           | „Епизода 3.10” | Мирослав Лекић | Владимир Кецмановић и Сташа Бајец | 22. мај 2022.        |
| 35           | 11           | „Епизода 3.11” | Мирослав Лекић | Владимир Кецмановић и Сташа Бајец | 28. мај 2022.        |
| 36           | 12           | „Епизода 3.12” | Мирослав Лекић | Владимир Кецмановић и Сташа Бајец | 29. мај 2022.        |